# Liogluta granigera
Liogluta granigera är en skalbaggsart som först beskrevs av Ernst Hellmuth von Kiesenwetter 1850.  Liogluta granigera ingår i släktet Liogluta, och familjen kortvingar. Arten är reproducerande i Sverige.